# Carousel
Carousel (укр. Карусель) — латвійський гурт, який після перемоги в Supernova 2019 отримав право представляти Латвію на конкурсі Євробачення 2019 року в Тель-Авіві з піснею «That Night». Спочатку гурт був дуетом, який складався із засновників Сабіне Жуги та Марціса Васильєвскіса. Станіслав Юдінс (контрабас) і Марекс Логінс (ударні) приєдналися до Carousel у 2019 році.

## Участь у Євробаченні

### Supernova 2019
Визначення представника Латвії для Пісенного конкурсу Євробачення відбулося за допомогою національного відбору країни Supernova 2019. Гурт Carousel став переможцем другого півфіналу та кваліфікувався до фіналу відбору, де 16 лютого 2019 року також здобув перемогу, отримавши 1-ше місце за рішенням журі та 2-ге за рішенням телеглядачів.

### Євробачення
Після жеребкування стало відомо, що Латвія виступить у першій половині другого півфіналі онкурсу Євробачення 2019, який відбувся 16 травня 2019 року. У півфіналі гурт Carousel виступив під 5-м номером та не зміг кваліфікуватися до фіналу, посівши 15 місце зі 50 балами (37 від журі та 13 від глядачів).

## Дискографія

### EP
| Назва                        | Деталі                       |
| ---------------------------- | ---------------------------- |
| Sketches of Sleepless Nights | - Реліз: 27 травня 2019 року |

### Сингли
| Назва        | Рік  | Позиції в чартах | Альбом                       |
| Назва        | Рік  | AGATA            | Альбом                       |
| ------------ | ---- | ---------------- | ---------------------------- |
| «That Night» | 2019 | 62               | Sketches of Sleepless Nights |